# 拿破崙酒店

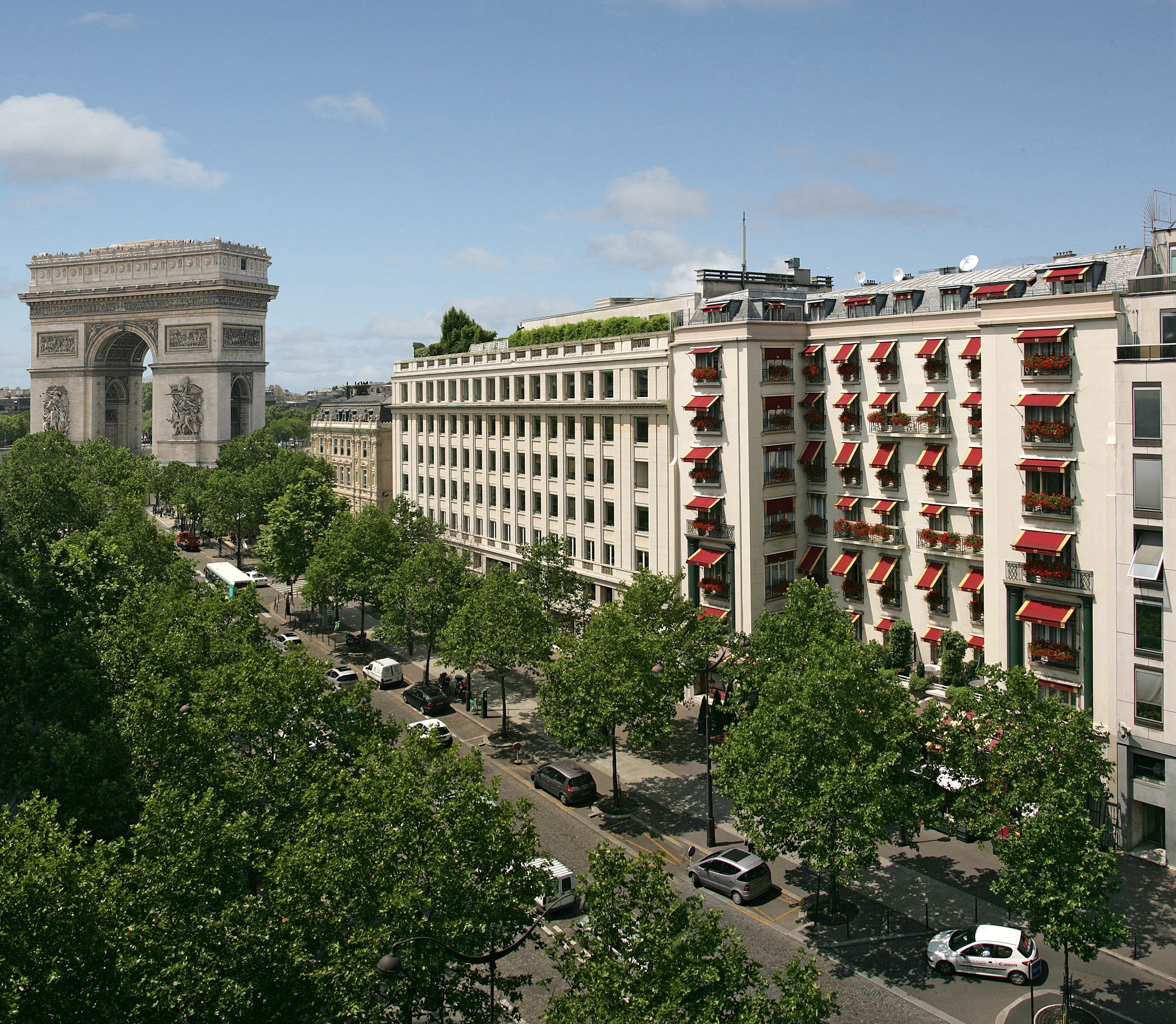

拿破崙酒店（法語：Hotel Napoleon）是位於法國首都巴黎8區凱旋門附近的一座酒店。2013年，拿破崙酒店被承認為五星級酒店，有許多名人，如海明威和馬里奧·巴爾加斯·略薩都曾經入住拿破崙酒店。